# بست‌سلر (شرکت)
بِست‌سِلر ای/اس یک شرکت پوشاک خصوصی متعلق به خانواده ای است که در دانمارک مستقر است. این شرکت در سال ۱۹۷۵ تأسیس شده و ۱۷ مارک دارد.

## تاریخچه
این شرکت در سال ۱۹۷۵ توسط Troels Holch Povlsen در Brande، دانمارک تأسیس شد. در ابتدا تمرکز آن روی مد زنانه بود. لباس کودکان را در سال ۱۹۸۶ و لباسهای مردانه در ۱۹۸۸ معرفی کرد. بست‌سلر خانوادگی است و این شرکت حدود ۱۵۰۰۰ نفر را استخدام کرده است.

## مارک‌ها
بست‌سلر چندین برند مختلف دارد که در زیر مجموعه آنها لباس خود را به فروش می‌رساند. مارک‌های ذکر شده هم در فروشگاه‌های خود شرکت و هم از طریق خرده فروشان مستقل به فروش می‌رسند.

### لباس زنانه
- only - بزرگ‌ترین مارک بست‌سلر، مد زن جوان
- Vero Moda - مارک اصلی شرکت پوشاک زنان. در سال ۲۰۰۷، این شرکت سوپر مارکت ژیزلی بینچنی را برای ارتقاء این برند در ۲۰۰۷–۰۸ معرفی کرد.[۲]
- Mamalicious- آسایش مادرانه
- VILA - برای زنان جوان تر
- SELECTED Femme - خواهر با نام تجاری Selected Homme
- Junarose - اندازه بزرگ
- Y.A.S
- Noisy May
- PIECES

### لباس مردانه

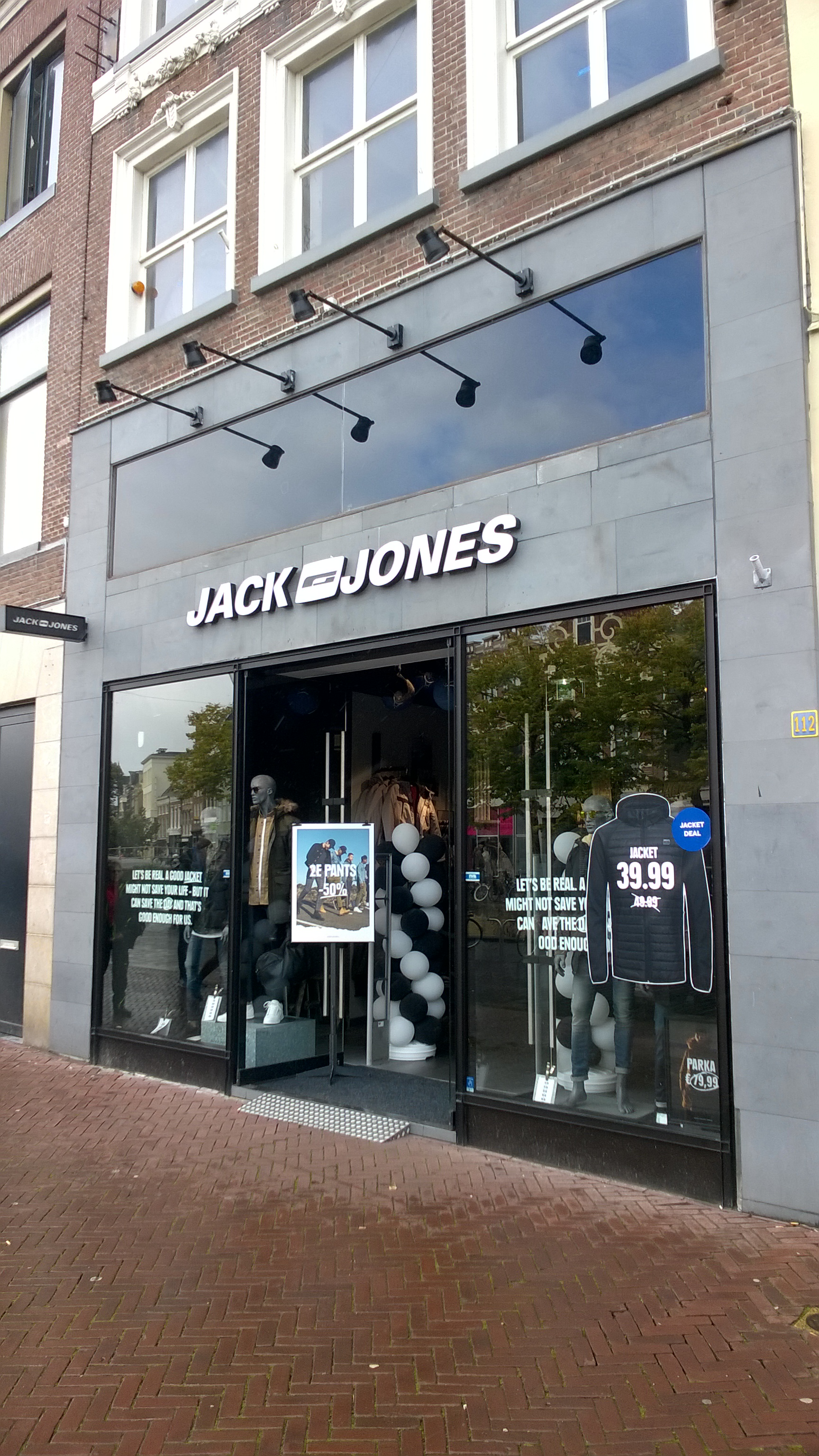
Jack & Jones فروشگاه در Leeuwarden

- جک و جونز - مارک تجاری مورد هدف مشتریان جوان، لباس زیر و سایر پوشاک با هدف بازار مصرف‌کننده جوان. در سال ۲۰۰۷، این شرکت یک برچسب جدید "JJ ECO" تأسیس کرد که Fairtrade- تأیید شده است [نیازمند منبع] آنها حامیان ورزشکاران دانمارکی میکل کسلر و کوین مگنوسن، و همچنین تیم استرالیا دانمارک Astralis[۳] و تیم فرمول یک آمریکایی هاس بودند.[۴]
- Outfitters Nation - در نوجوانان هدف قرار گرفته و بعداً به LMTD تغییر یافت
- فقط پسران

### لباس کودکان
- Name It - لباس برای نوزادان و کودکان.

### دیگر
- فروشگاه بهداشت عمومی و شخصی (۲۵٪ سهم) [فقط در دانمارک][۵]

## فروشگاه‌های خرده فروشی
پرفروش‌ترین فروشگاه‌ها در اکثر کشورهای اروپایی، خاورمیانه، هند، چین، اروگوئه و کانادا (در کل بیش از ۴۵ کشور) است. بست‌سلر یکی از بزرگ‌ترین شرکتهای مد اروپایی در چین است که بیش از ۱۲۰۰ فروشگاه دارد و گفته می‌شود «یکی از تنها شرکت‌های پوشاک خارجی است که در نفوذ در محدوده قیمت متوسط بازار مصرف چین موفق عمل کرده است». فروشگاه‌ها یا لباس‌های یک مارک منفرد یا همه مارک‌های شرکت را می‌فروشند. بیش از ۸۰۰ مغازه که Vero Moda را در سراسر جهان می‌فروشند وجود دارد. برند جک و جونز تقریباً در ۲٬۰۰۰ فروشگاه خرده فروشی فروخته می‌شود که ۲۷۰ مورد از آنها حق رای دادن جک و جونز است.

## سهام در خرده فروشان دیگر
پرفروش‌ترین شرکت از طریق شرکت هلدینگ والدین خود، Heartland، بزرگ‌ترین سهامدار ۲۹٫۵٪ از شرکت تجارت الکترونیکی انگلیس ASOS.com است و صاحب ۱۰٪ از خرده فروشان آلمانی Zalando است. در ژوئیه سال ۲۰۱۸، Heartland 300 میلیون دلار در استارتاپ مد آلمانی About You سرمایه‌گذاری کرد.
در نوامبر ۲۰۱۲، بست‌سلر ۱۰٪ از گروه SmartGuy را خریداری کرد، هنگامی که آنها در بورس سهام دانمارک گروه نزدک اوام‌اکس نقل قول شدند.

## برج کمپانی بست سلر
برج کمپانی بست سلر، یک ساختمان بلندمرتبه برنامه‌ریزی شده در برانده، یک شهر روستایی در دانمارک بود. این آسمان‌خراش با ارتفاع ۳۲۰ متر (۱,۰۵۰ فوت) قرار بود به عنوان مقر اصلی شرکت مد بست سلر ساخته شود و در سال ۲۰۱۷ با طراحی دورته ماندروپ معرفی شد. این برج قرار بود در سال ۲۰۲۳ به پایان برسد و بلندترین ساختمان در غرب اروپا باشد. اما در سال ۲۰۲۰، پروژه توسط شرکت متوقف شد.